# Knud Kristensen
Knud Kristensen (Ringkøbing, 26 ottobre 1880 – Humlebæk, 28 settembre 1962) è stato un politico danese, primo ministro della Danimarca dal 7 novembre 1945 al 13 novembre 1947.

## Biografia
Alle prime elezioni dopo la fine dell'occupazione nazista della Danimarca Kristensen, esponente del partito Venstre viene eletto a capo di un governo di minoranza formato da soli liberali.
Nel novembre 1947 il Folketing riuscì a sfiduciarlo accusandolo di non aver fatto abbastanza per recuperare lo Schleswig meridionale, sotto sovranità tedesca ma con una forte minoranza danese.